# 클리블랜드 몬스터스
| 클리블랜드 몬스터스 | |
| 콘퍼런스            | 서부 콘퍼런스 |
| 디비전              | 센트럴 디비전 |
| 설립연도            | 1994년 2001년 (AHL 가입) |
| 해체연도            | |
| 역사                | 덴버 그리즐리스 (1994년~1995년) 유타 그리즐리스 (1995년~2005년) 레이크 이리 몬스터스 (2005년~2016년) 클리블랜드 몬스터스 (2016년~현재) |
| 경기장              | 로키 아레나 |
| 연고지              | 오하이오주 클리블랜드 |
| 상징색              | 검정, 와인, 하양, 파랑, 금 |
| 구단주              | 댄 길버트 |
| 단장                | 빌 지토 주니어 |
| 감독                | 재레드 베드나르 |
| NHL 제휴            | 콜럼버스 블루재키츠 |
| ECHL 제휴           | - |
| 정규시즌 우승       | IHL : 1 (1995) |
| 콘퍼런스 우승       | 1 (2016) |
| 디비전 우승         | IHL : 1 (1995) |
| 칼더 컵             | 1 (2016) |
| 영구 결번           | 1, 9, 15 |

클리블랜드 몬스터스(Cleveland Monsters)는 미국 오하이오주 클리블랜드를 연고지로 하는 AHL의 서부 콘퍼런스 센트럴 디비전 소속 아이스 하키팀이다. 옛 이름 레이크 이리 몬스터스(Lake Erie Monsters)라고도 알려져 있다.

## 역대 홈경기장
| 레이크 이리 몬스터스/클리블랜드 몬스터스 |             |          |                       |                                                                         |
| 경기장                                   | 사용기간    | 수용인원 | 장소                  | 비고                                                                    |
| 로키 아레나                              | 2005년~현재 | 20,056명 | 오하이오주 클리블랜드 | 퀴큰 론스 아레나 (2005년~2019년) 로키 모기지 필드하우스 (2019년~2025년) |